# Euphorbia atropurpurea
Euphorbia atropurpurea és un arbust de la família de les euforbiàcies. Pot assolir els 2 metres d'altura, i es desenvolupa abundantement en barrancs, vessants i terrasses a ple sol a l'illa canària de Tenerife.

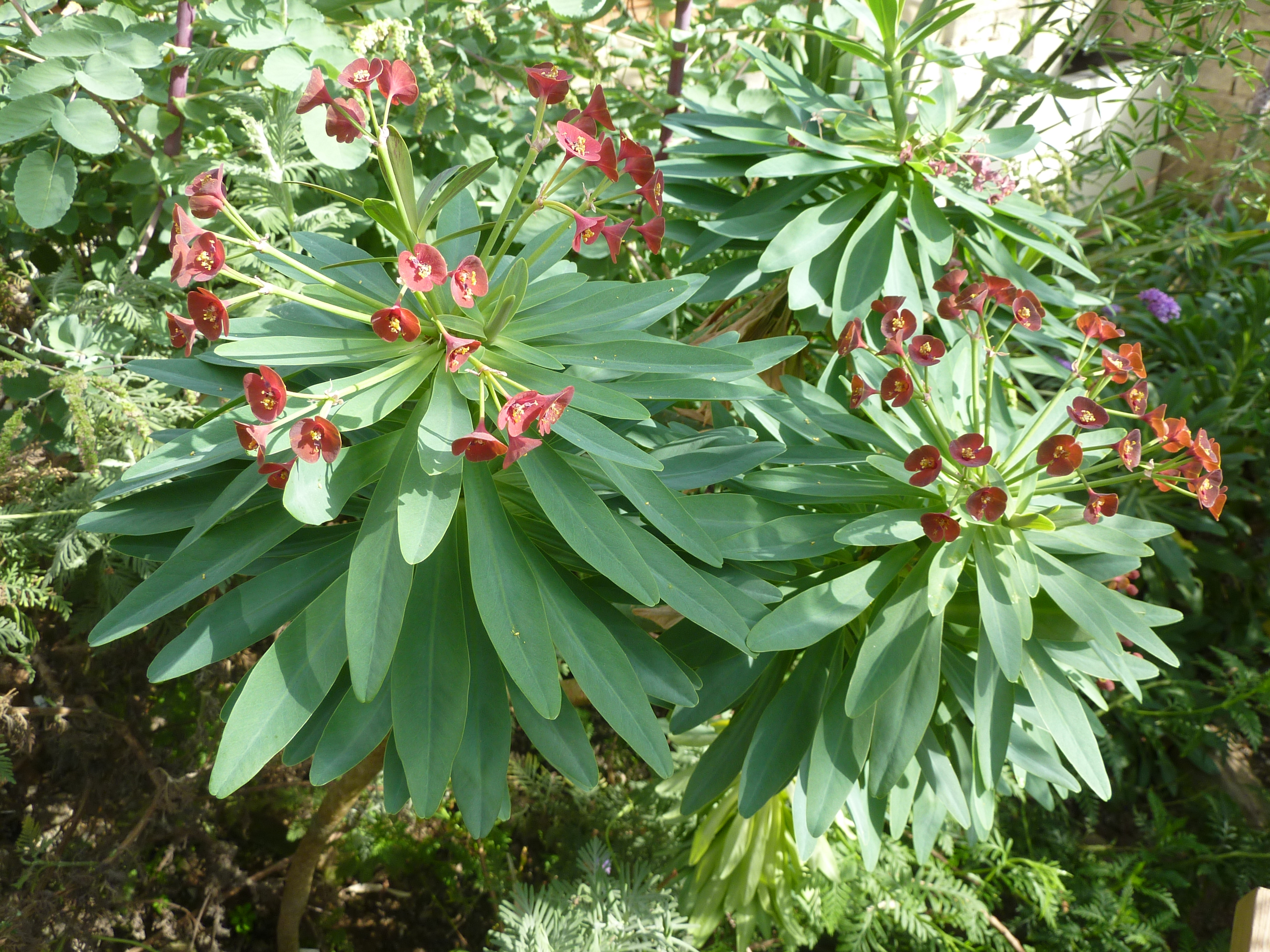
Fulles i flors

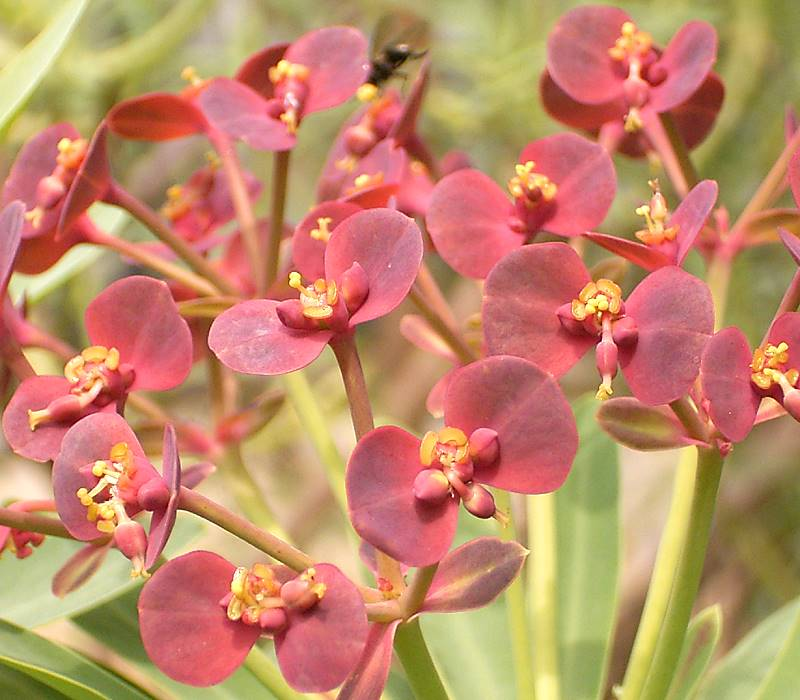
Ciati

## Morfologia
D'hàbit arbustiu, pot sobrepassar els 2 metres d'altura amb tiges i branques suculentes sense espines. Té fulles llargues, de color verd blavós, formant una roseta a l'extrem de les branques. Les flors tenen bràctees de més d'1 cm, de color vermell fosc.
Els fruits són càpsules vermelles amb tres llavors de color marró fosc. Igual que altres espècies d’Euphorbia, E. atropurpurea posseeix un làtex molt irritant.

## Floració
Hivern - primavera (desembre a maig).

## Distribució i hàbitat
És endèmica de Tenerife. Es desenvolupa en barrancs, vessants i terrasses amb certa humitat a les zones baixes i mitjanes (300-1200 m) del sud i l'oest de l'illa. Se la troba amb alguna freqüència a Teno, Santiago del Teide i la Vessant de Güímar.

## Usos
S'utilitza com a planta ornamental de jardí pel seu vistós port i floració. Aquesta planta requereix poques cures, però necessita calor i cert grau d'humitat ambiental. Es propaga per llavors i més rarament per esqueixos.

## Curiositats
No s'ha de confondre amb Euphorbia bravoana, un endemisme de l'illa de La Gomera, que també té bràctees de color vermell porpra.
A la zona de Masca, a Tenerife, creixen plantes híbrides resultant de l'encreuament entre aquesta espècie i Euphorbia regis-jubae, a les quals el gran botànic suec Eric Ragnor Sventenius va denominar Euphorbia navae, en honor d'Alonso de Nava y Grimón, fundador del Jardí d'Aclimatació de l'Orotava.
També hi ha formes que creixen a Teno i Güímar amb les flors grogues (forma lutea).

## Taxonomia
Euphorbia atropurpurea va ser descrit per Pierre Edmond Boissier i publicat a Enumeratio Plantarum Horti Botanici Berolinensis,. .. 501. 1809.
Etimologia
Euphorbia: nom genèric que deriva del metge grec del rei Juba II de Mauritània (52 a 50 aC - 23), Euphorbus, en el seu honor – o en al·lusió al seu gran ventre – ja que s'emprava mèdicament Euphorbia resinifera. El 1753 Carl Linné va assignar el nom a tot el gènere.
atropurpurea: procedeix d'ater, que significa "negre" i purpureus, que significa "porpra", és a dir que al·ludeix al color de les inflorescències d'un color porpra intens i molt fosc.
Sinonímia
- Kanopikon atropurpureum (Brouss. ex Willd.) Raf.
- Tithymalus atropurpureus (Brouss. ex Willd.) Klotzsch & Garcke

Varietats
- Euphorbia atropurpurea forma atropurpurea
- Euphorbia atropurpurea forma lutea A.Santos[3][4][5]